# Rihmer László
Rihmer László (Pécs, 1904. április 1. – Pécs, 1982. november 30.) bányamérnök, geológus, jogász, cserkésztiszt. A pécsi mamut feltárója. Számos újítást dolgozott ki a bányászati munkavédelem területén. 1950-ben egyik ártatlanul meghurcolt vádlottja volt a koncepciós pécsi Sahti-pernek.

## Élete, munkássága
Iskoláit Pécsen végezte, bányamérnöki diplomáját Sopronban szerezte 1927-ben. A fiatalon Pécs környéki bányáknál dolgozott üzemmérnökként. 1934-ben a központi bányamentők parancsnoka lett. Ebben az évben doktorált Princz Gyulánál, az Erzsébet Tudományegyetem európai hírű tanáránál. Doktori munkáját az általa feltárt pécsi mamutról írta. Az ezt követő 3 évben az Iparügyi Minisztériumban dolgozott Budapesten, majd államtudományból is ledoktorált. 1938-ban áthelyezték a Miskolci Bányakapitányságra. Részt vett a hazai ásványi nyersanyagok kutatási programjaiban. 1936-ban tagja volt annak a bányamérnök csoportnak, amely Bükkszéken elsőként tárta fel a magyar nyersolajat, megelőzve a MAORT dunántúli kutatási eredményeit. 1943-44 közt a pécsi Bányakapitányság helyettes vezetője, felügyelete alá tartoztak Baranya, Tolna és Somogy bányái, köztük a Hermann Göring Művekbe olvasztott DGT üzemei. Emellett bányahatósági főtanácsos és a Pécsi Törvényszék igazságügyi szakértője. 1944 őszén végleg Pécsre költözött.

### Élete az új rendszerben, 1945 után
A háború után 1946-ban B-listázták, de hamarosan visszavették a bányakapitányságra, mivel a fokozott iparosítás alapját jelentő pécsi szénkitermelés fokozásához a kommunista hatalom nem tudta nélkülözni Rihmer szakértelmét.

### Ártatlanul meghurcolva a pécsi Sahti-perben (1950)
Magánemberként szélsőjobboldali, nemzeti konzervatív politikai nézeteket vallott, 1945 előtt aktív szervezője a cserkészmozgalomnak, elnöke a szélsőjobboldali, fajvédő Turul Szövetség pécsbányatelepi szervezetének. Emellett bátyja vezető tisztviselője volt az Imrédy Béla vezette, szélsőjobboldali, zsidóellenes célokat is zászlajára tűző Magyar Megújulás Pártnak. Ezek szolgálhattak alapul, hogy 1950-ben más, jobboldaliként számon tartott, a háború előtt is a bányavezetésben dolgozó bányamérnökökkel együtt megvádolják őket bányarobbanást okozó szabotázsok szervezésével.  A vád kiötlője és a nyomozás vezetője a később kabarékonferansziéként ismert Komlós János megyei ÁVH-vezető egy 1948-as és egy 1950-es sújtólégrobbanásból próbált nagyszabású, rendszerellenes szervezkedést lebuktató pert kreálni az 1928-as szovjet Sahti-per mintájára.
Elsősorban lélektani módszerekkel, esetenként veréssel kombinálva végzett vallatások után Rihmert, a per legsúlyosabb ítéleteként, 10 év börtönbüntetésre ítélték. A börtönben viszont már kezdettől engedték a munkájával foglalkozni, hiszen szaktudására nagy szükség volt. Feleségét négy iskolás gyermekével e nehéz évek alatt bányakapitánysági és bányász kollégák segítették.
Közben a bányász szakma megmozdult Rihmer szabadon bocsátása érdekében, és Vas Zoltán, a tervhivatal akkori elnökének közbenjárására 1952-ben teljes rehabilitációval kiengedték a börtönből, munkahelyére visszahelyezték, megbízva a komlói bányafejlesztést és széntermelést kockáztató munkahelyi balesetek nagy számának csökkentésével.

### 1953 után – aktív évek Komlón
Komlóra kerülve folytatta aktív bányamérnöki munkáját. A fejlődő komlói bányászat területén biztonsági főmérnökként működött. Komlói munkásságát számos újítás, a Kossuth bányai központi bányamentő állomás, földalatti elsősegélyhelyek létesítése fémjelezték. Ő irányította a bányabeli vízöblítéses fúrási eljárás kötelező bevezetését az üzemorvosi hálózat szervezése közepette, mely a szilikózis elleni küzdelem egyik jelentős lépése volt a mecseki bányászatban.
A bányaüzemi munka mellett több évig volt a Komlói Bányaipari Technikum tanára. Szakmai munkásságát jelentős kitüntetésekkel ismerték el.
1965-ben vonult nyugdíjba.
1982-ben hunyt el. Temetésén a pécsi köztemetőben a gyászoló tömeg a hagyományos bányász faharang (lármafa) ütemes kopogása mellett kísérte utolsó útjára.

## Munkássága még
Pécsbányán az általa összeállított, a szakma és biztonság alapjait tartalmazó füzetet felvételkor minden kezdő dolgozó megkapta.
Foglalkozott az altisztek és bányamunkások üzemen kívüli továbbképzésének témájával.
A dolgozók szabadidős tevékenységének lelkes részvevője. Több évig elnöke a Somogy Bányatelepi Kultúregyesületnek és bányamunkás énekkarnak.